# Saint-Jean-de-Duras
Saint-Jean-de-Duras ist eine französische Gemeinde mit 255 Einwohnern (Stand 1. Januar 2022) im Département Lot-et-Garonne in der Region Nouvelle-Aquitaine.

## Geografie
Saint-Jean-de-Duras ist ein Dorf im Weinbaugebiet Côtes de Duras.

## Bevölkerungsentwicklung
| Jahr      | 1962 | 1968 | 1975 | 1982 | 1990 | 1999 | 2006 |
| Einwohner | 362  | 324  | 282  | 264  | 245  | 226  | 229  |

## Persönlichkeiten
- Pierre Nardi (* 1930), Radrennfahrer